# Мандрич Ярослав Володимирович
Яросла́в Володи́мирович Ма́ндрич — молодший сержант Збройних сил України.

## Нагороди
2 серпня 2014 року — за особисту мужність і героїзм, виявлені у захисті державного суверенітету та територіальної цілісності України, вірність військовій присязі під час російсько-української війни, відзначений — нагороджений орденом «За мужність» III ступеня.